# Вікрамадітья VI
Вікрамадітья VI — імператор Західних Чалук'їв, син Сомешвари I. Також знаний як Вікрамадітья II як другий правитель з цим ім'ям у Західних Чалук'я.
Захопив владу в результаті громадянської війни проти свого брата Сомешвари II. Зумів відродити могуть держави. У війнах переміг раджпутів клану Соланка, держави Чола й Хойсала. Був покровителем мистецтв і літератури.